# Uliaga
Uliaga (chiamata anche Uliagan, Ouliaga e Ouilliaghui) è la più piccola e la più settentrionale delle isole Four Mountains, nell'arcipelago delle Aleutine, e appartiene all'Alaska (USA). Il nome dell'isola deriva probabilmente dal toponimo aleutino ulaĝa, che deriva a sua volta da ulaẍ, "corbezzolo".
L'isola di forma triangolare è larga 3 km e consiste in uno stratovulcano eroso alto 888 m, si trova subito a nord-ovest di Kagamil.